# Cattedrali in Nicaragua
Questa è una lista delle cattedrali del Nicaragua.

## Cattedrali cattoliche
| Cattedrale                                          | Arcidiocesi o Diocesi        | Località   | Dedicazione           | Immagine |
| --------------------------------------------------- | ---------------------------- | ---------- | --------------------- | -------- |
| Cattedrale dell'Immacolata Concezione               | Arcidiocesi di Managua       | Managua    | Immacolata Concezione |          |
| Cattedrale emerita di San Giacomo dei Cavalieri     | Arcidiocesi di Managua       | Managua    | San Giacomo           |          |
| Cattedrale di Nostra Signora del Santissimo Rosario | Diocesi di Estelí            | Estelí     | Madonna del Rosario   |          |
| Cattedrale dell'Assunzione di Maria Vergine         | Diocesi di Granada           | Granada    | Assunzione di Maria   |          |
| Cattedrale di San Giovanni Battista                 | Diocesi di Jinotega          | Jinotega   | San Giovanni Battista |          |
| Cattedrale dell'Assunzione di Maria Vergine         | Diocesi di Juigalpa          | Juigalpa   | Assunzione di Maria   |          |
| Cattedrale di Santa Maria di Gracia                 | Diocesi di León en Nicaragua | León       | Assunzione di Maria   |          |
| Cattedrale di San Pietro                            | Diocesi di Matagalpa         | Matagalpa  | San Pietro            |          |
| Cattedrale di Nostra Signora del Rosario            | Diocesi di Bluefields        | Bluefields | Madonna del Rosario   |          |

## Cattedrale anglicana
| Cattedrale                      | Diocesi              | Città   | Dedicazione |
| ------------------------------- | -------------------- | ------- | ----------- |
| Cattedrale anglicana di Managua | Diocesi di Nicaragua | Managua |             |